# 明海大学
明海大学（めいかいだいがく、英語: Meikai University）は、千葉県浦安市明海1丁目に本部を置く日本の私立大学。1970年創立、1970年大学設置。大学の略称は明海（めいかい）、明海大（めいかいだい）。

## 概要
1970年に城西歯科大学として学校法人城西大学の設置する城西大学の隣に設置されたのを起源とする。創立者は、朝日大学の創立者でもある宮田慶三郎。1988年（昭和63年）4月に外国語学部と経済学部を設置、大学の名称を明海大学に変更した。名称の元となった浦安キャンパスの所在地の浦安市明海の地名は「あけみ」と読む。

## 建学の精神
社会性・創造性・合理性を身につけ、広く国際未来社会で活躍し得る有為な人材の育成をめざす

## 特徴

### 浦安キャンパス
- 日本で唯一の不動産学部がある。
- 資格取得で単位認定や奨学金の支給がある[広報 3]。
- 浦安キャンパス図書館は全国の大学に先駆けて、地元市民に一般開放した[3][4]。
- これまで坂戸キャンパスで行われてきた歯科人材育成であるが、2019年4月保健医療学部開設を機に、浦安キャンパスでも歯科衛生士の育成が始まった。
- 千葉県保健医療計画によると、2029年4月に浦安キャンパスに明海大学病院の移転を計画している。

### 坂戸キャンパス

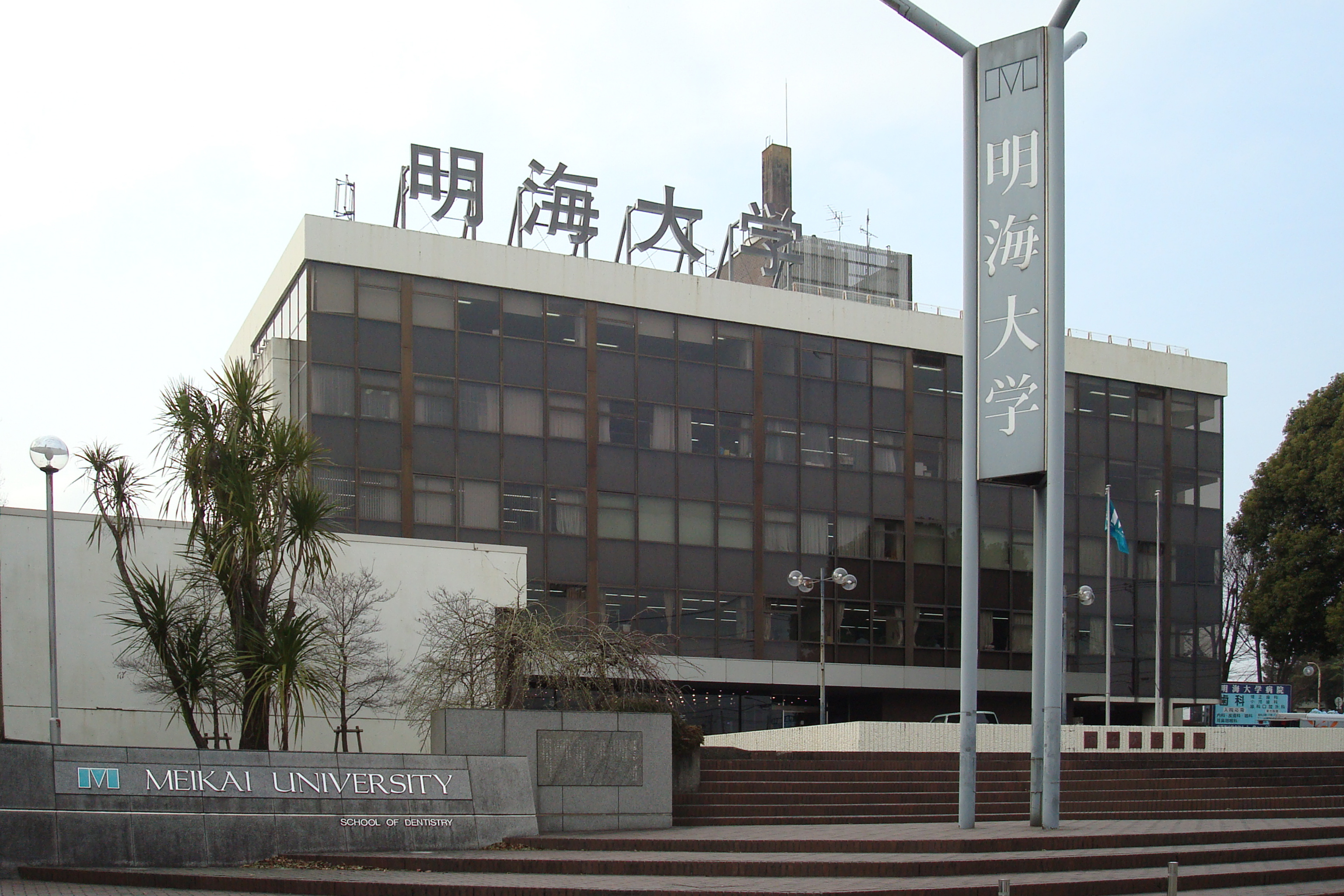
坂戸キャンパス（歯学部）

- 城西大学と敷地を接しているが、別法人である。
- 敷地内には付属施設として明海大学病院がある。
  - 歯科系以外に内科、耳鼻咽喉科、眼科が設置されている[広報 4]。

## 沿革
- 1970年（昭和45年） - 城西歯科大学として開学[広報 1]
- 1977年（昭和52年） - 大学院歯学研究科博士課程を設置[広報 1]
- 1988年（昭和63年） - 千葉県浦安市に外国語学部（第一部・第二部）、経済学部（第一部・第二部）を設置し、大学名を明海大学と変更[2][広報 1][広報 5]
- 1992年（平成4年） - 不動産学部（第一部・第二部）を設置[5][6][広報 1]
- 1998年（平成10年）
  - 7月16日 - 同徳女子大学校と交流協定書に調印[7]
  - 7月31日 - セントラルクイーンズランド大学と交流協定書に調印[8]
  - 大学院応用言語学研究科・経済学研究科・不動産学研究科修士課程を設置[広報 1]
- 2000年（平成12年） - 大学院応用言語学研究科、不動産学研究科に博士後期課程を設置[広報 1]。外国語学部（第一部・第二部）、経済学部（第一部・第二部）、不動産学部（第一部・第二部）を昼夜開講制に改組　開学30周年
- 2002年（平成14年）9月 - 浦安市立図書館との相互交流協定により、双方の蔵書の利用・予約が可能となる[9]
- 2005年（平成17年）4月 - ホスピタリティ・ツーリズム学部を設置[広報 1]
- 2006年（平成18年）4月 - 浦安キャンパスに不動産研究センターを設置[広報 1]
- 2019年（平成31年）4月 - 保健医療学部口腔保健学科（浦安キャンパス）を開設

## 学部・学科
- 外国語学部 - 将来の目的や進路にあわせたカリキュラムが組める三つのコースに分かれて履修する仕組みになった。
  - 日本語学科
  - 英米語学科
  - 中国語学科
- 経済学部
  - 経済学科
- 不動産学部
  - 不動産学科
- ホスピタリティ・ツーリズム学部
  - ホスピタリティ・ツーリズム学科
- 歯学部
  - 歯学科
- 保健医療学部
  - 口腔保健学科

## 大学院
- 歯学研究科（博士課程）
- 応用言語学研究科（博士前期課程・博士後期課程）
- 経済学研究科（修士課程）
- 不動産学研究科（博士前期課程・博士後期課程）

## 学歌
- よろこび（学歌） - 作詞:宮田慶三郎、作曲:小椋佳[広報 1]
- よき友（歯学部歌） - 作詞:宮田慶三郎、作曲:飯田信夫

## 部活動・クラブ活動・サークル活動
- 浦安キャンパス
  - 体育会
    - サッカー部、ヨット部、空手道部、女子庭球部、 陸上競技部、 女子バレーボール部

  - 学友会
    - 体育会連盟会
      - ラグビー部、男子硬式庭球部、など10団体

    - 学術文化連合会
    - 留学生連合会
    - 中央委員会所属サークル
      - PONY / テニス
      - SHERBET / テニス
      - ALL BLUE / スキューバダイビング
      - Rabbit / ダンス
      - パレット / ダンス
      - Brave Oceans / 野球
      - RJバスケサークル / バスケットボール
      - Victory / バレーボール
      - 女子サッカーサークル / サッカー
      - てっきーチーム / フットサル
      - キャリアナレッジ / 就活生へのサポーター事業等
      - 卓上ゲームサークル / 卓上ゲーム
      - 観光研究サークル / 観光研究
      - 国際交流サークル / 国際交流
      - ZMIC / ディズニー研究
      - COMMUNE / 地域復興への貢献
      - パーティーゲームサークル / パーティーゲーム
      - ボラ歯ピ / 保健医療学部ボランティア
      - ひよっこ鑑定士 / 不動産学部研究会
      - Astron / 天体観測
- 坂戸キャンパス
  - 体育会
    - アーチェリー部、硬式野球部、弓道部など23団体

  - 文化会
    - 写真部、美術部、クリニカルリサーチ部など9団体

## 城西歯科大学
当時の日本は人口が急増し、歯科医師が足りない状況が続いており、それを憂い歯科医師である宮田慶三郎（大阪歯科医学専門学校11回卒業）が埼玉県坂戸市に1970年（昭和45年）5月、城西歯科大学を開学。5月に行われた第1回入学式には、当時の国立教育研究所所長、大阪歯科大学学長、東京医科歯科大学学長、日本大学総長など各界を代表する有識者が多く参列した。その後、宮田は同年7月に岐阜県に姉妹校：岐阜歯科大学（現在の朝日大学）設置を計画した。
浦安キャンパス開設までの18年間、城西歯科大学の名を刻むこととなる。
- 1970年4月 - 埼玉県坂戸市に「城西歯科大学」として開学
- 1970年6月 - 付属病院を開設
- 1977年4月 - 大学院歯学研究科博士課程を設置
- 1980年7月 - 歯科臨床研究所付属PDI埼玉歯科診療所を開設
- 1988年4月 - 現校名の明海大学へ変更

## 所在地
- 浦安キャンパス：千葉県浦安市明海一丁目
- 坂戸キャンパス：埼玉県坂戸市けやき台1番1号

## 付属施設
- 明海大学歯学部付属明海大学病院：埼玉県坂戸市（坂戸キャンパス内）
- 明海大学PDI埼玉歯科診療所：埼玉県入間市
- 明海大学PDI東京歯科診療所：東京都渋谷区代々木
- 明海大学PDI浦安歯科診療所：千葉県浦安市（浦安キャンパス内）

## 姉妹校（国内）
- 朝日大学[広報 1]

## 国際交流
別途記載なき場合、出典は2011年度事業報告書

### 姉妹校
中華人民共和国
- 北京大学口腔医院
- 北京師範大学
- 北京外国語大学
- 中国人民解放軍第四軍医大学（英語: Fourth Military Medical University）

 台湾（中華民国）
- 東呉大学

 タイ
- サウス・イースト・エイシア・カレッジ

 アメリカ合衆国
- アラバマ大学バーミングハム校
- ニューヨーク州立大学バッファロー校
- カリフォルニア大学ロサンゼルス校

 メキシコ
- メキシコ州立自治大学（英語: Universidad Autónoma del Estado de México）

 カナダ
- サスカチュワン大学歯学部

 ニュージーランド
- ヴィクトリア大学ウェリントン

 フィンランド
- トゥルク大学歯学部

### 学術交流協定
韓国
- 同徳女子大学校 - 1998年（平成10年）7月16日に交流協定書調印[7]
- 建国大学校
- 釜山外国語大学校
- 忠南大学校

 オーストラリア
- セントラルクイーンズランド大学 - 1998年（平成10年）7月31日に交流協定書調印[8]

 台湾（中華民国）
- 銘伝大学
- 大葉大学
- 南台科技大学
- 国立政治大学
- 義守大学

 中華人民共和国
- 中国人民解放軍第四軍医大学（英語: Fourth Military Medical University）

 アメリカ合衆国
- ハワイ大学

 イタリア
- シエナ大学歯学部:文化学術交流協定

 南アフリカ共和国
- ウェスタンケープ大学（英語: University of the Western Cape）歯学部（南アフリカ共和国）[11]

### 学生交流・交換留学など
日本
- 放送大学[広報 6]
- ジェフユナイテッド市原・千葉[広報 7]

 台湾（中華民国）
- 東呉大学外国語文学院：学生派遣提携

 イギリス
- シェフィールド・ハーラム大学（英語: Sheffield Hallam University）テソル・センター：学生派遣合意
- レディング大学：学生派遣
- ブライトン大学：学生派遣
- カンタベリー・クライスト・チャーチ大学：学生派遣

 中華人民共和国
- 復旦大学：学生派遣
- 浙江大学：学生派遣

 韓国
- 慶雲大学校（朝鮮語: 경운대학교）：学生相互派遣協定
- 大邱科学大学校（朝鮮語: 대구과학대학교）：学生相互派遣協定
- 江原大学校:交流協力

 オーストラリア
- モナシュ大学：学生派遣

 カナダ
- アルバータ大学：学生派遣

 アメリカ合衆国
- セントラルフロリダ大学：交換留学

#### 広報資料・プレスリリースなど一次資料
1. 1 2 3 4 5 6 7 8 9 10 11 12  “沿革・ロゴ・シンボルマーク・学歌”.   明海大学. 2015年6月14日閲覧。
2. ↑  建学の精神｜大学概要｜明海大学
3. ↑  “浦安キャンパス/資格取得支援”.   明海大学. 2015年6月19日閲覧。
4. ↑  “各診療科のご案内”.  明海大学歯学部付属明海大学病院. 2015年6月19日閲覧。
5. 1 2  “2011 年度 事業報告書”.   明海大学 (2012年6月23日). 2015年6月14日閲覧。
6. ↑  放送大学　平成28年度　単位互換案内
7. ↑  “明海大学との包括協定締結及び「JEF UNITED・MEIKAI-UNIV.チャリティーサッカークリニック」開設について”. ジェフユナイテッド市原・千葉 公式ウェブサイト. (2014年6月24日) 2014年7月5日閲覧。